# Ahlen (Westfalen)
Ahlen (Westfalen) (niem: Bahnhof Ahlen (Westfalen)) – stacja kolejowa w Ahlen, w kraju związkowym Nadrenia Północna-Westfalia, w Niemczech. Leży na zelektryfikowanej cztero torowej głównej linii kolejowej Hamm-Minden, która biegnie od Zagłębia Ruhry do Hanoweru. Była dawniej część Köln-Mindener Eisenbahn-Gesellschaft i jest obecnie częścią Deutsche Bahn AG.

## Historia
Stacja została otwarta w dniu 15 października 1847 w czasie oddania do użytku linii Kolonia-Minden. Pierwszy budynek dworca z 1848 został rozebrany w czasie I wojny światowej. Nowy budynek dworca, który jest nadal w użytku, został otwarty w 1916.

## Obecnie
Stacja posiada kategorię 5 w transporcie stowarzyszenia NRW-Takt. Węzły Bielefeld Hauptbahnhof i Hamm (Westf) oraz regionalny węzeł Gütersloh Hbf są obsługiwane przez dwie linie tranzytowe co godzinę, tak że istnieje połączenie co pół godziny w obu kierunkach.